# 55. vestlige længdekreds
Den 55. vestlige længdekreds (eller 55 grader vestlig længde) er en længdekreds, der ligger 55 grader vest for nulmeridianen. Den løber gennem Ishavet, Nordamerika, Atlanterhavet, Sydamerika, det Sydlige Ishav og Antarktis.